# Clubiona deletrix
Clubiona deletrix este o specie de păianjeni din genul Clubiona, familia Clubionidae, descrisă de O. P.-cambridge, 1885. Conform Catalogue of Life specia Clubiona deletrix nu are subspecii cunoscute.